# 平入

切妻造

平入（ひらいり）とは、日本の建築用語で、建物屋根の「棟（むね）」に対して直角に切り下ろした側を「妻（つま）」、棟と並行する側を「平（ひら）」とした場合、平入とは建物の出入口がこの「平」にあるものをさす。
一般的な家屋では長い方向が多いが、江戸時代から発生した京都などの町屋は逆転している場合も多い。平入だが、軒先と棟は道に平行させ軒高さに統一された景観が見られる。広い区画した道の形の影響や、間口税、2階建ての建造物の制限などにも影響をうけている。

## ギャラリー

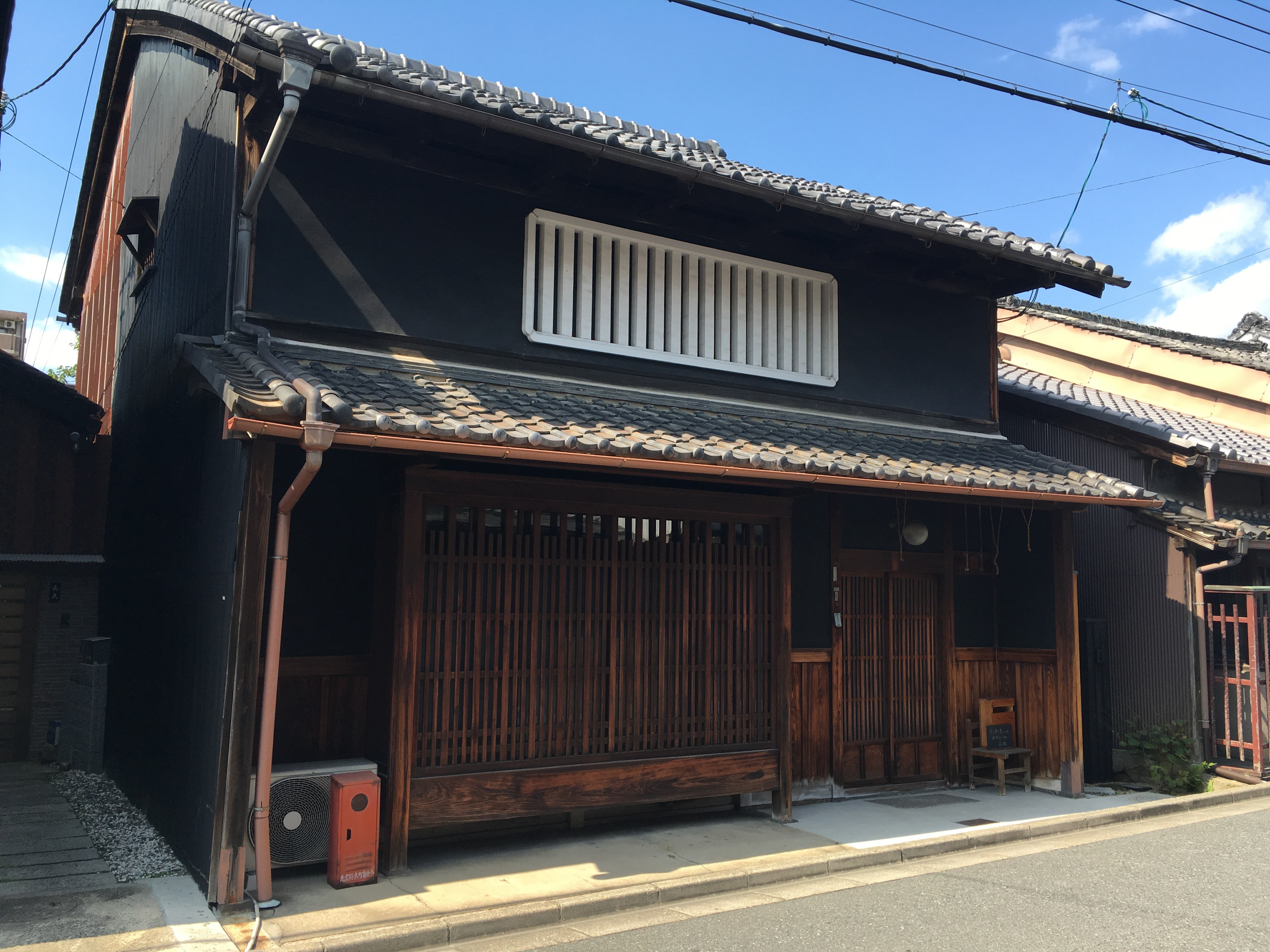
平入りの町家 奈良県ならまち吉岡家住宅
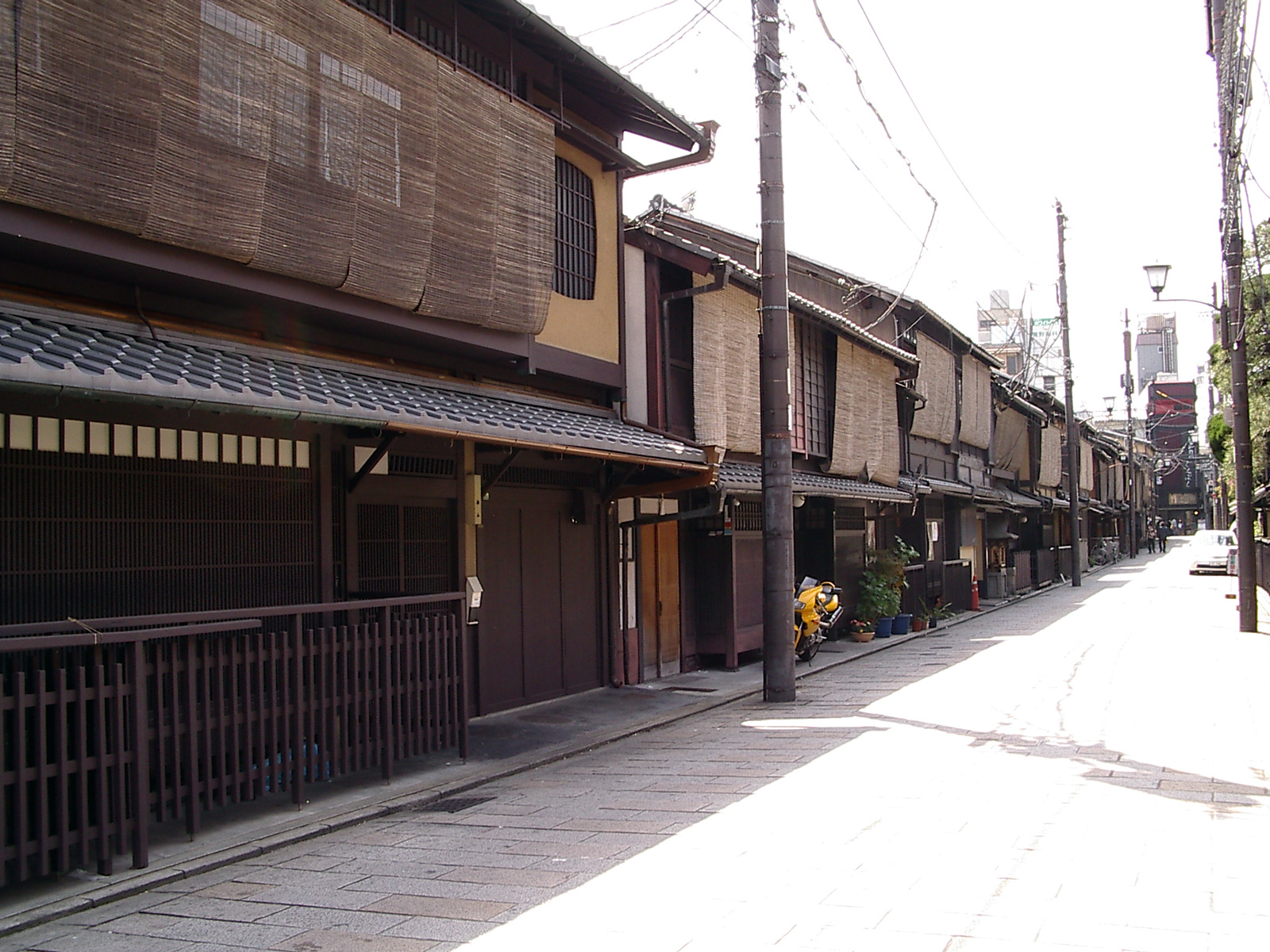
平入りの京町家の街並み 京都府祇園新橋通